# Pont de Kérino
Le pont de Kérino est un pont tournant franchissant le chenal du port de Vannes en aval d'une porte écluse. La ville de Vannes a décidé de le remplacer par un tunnel (tunnel de Kérino), dont la construction a commencé en octobre 2013.

## Fonction routière
Inauguré en 1988, il permet le passage routier d'une rive à l'autre et constitue le seul lien est-ouest de la partie sud de la ville de Vannes. Il est emprunté quotidiennement par 15 000 véhicules. Depuis septembre 2016, il est interdit aux voitures qui doivent désormais emprunter le passage inférieur de Kérino. Ce tunnel a été mis en service en juillet 2016.

## Fonction pour la navigation
Le pont de Kérino s'ouvre une ou deux fois par jour, à des horaires liés aux marées, si des bateaux sont prêts à le franchir.
Depuis septembre 2016, le pont reste (de jour) ouvert 2 heures avant et 2 heures après la marée haute